# Ichthyurus tanganyikanus
Ichthyurus tanganyikanus is een keversoort uit de familie soldaatjes (Cantharidae). De wetenschappelijke naam van de soort werd in 1962 gepubliceerd door Wittmer.